# Zakhele Mbhele
Zakhele Mbhele est né le 9 novembre 1984. C'est un homme politique sud-africain. Il est député de l'Alliance démocratique depuis mai 2014 et a occupé différent postes au cabinet fantôme. En 2014, au moment de son élection, il est le premier député noir à parler publiquement de son homosexualité.

## Carrière politique
Membre du Parlement de l'Alliance démocratique à l'Assemblée nationale, il a été chargé de communication avec les médias pour la première ministre du Cap-Occidental , Helen Zille, de novembre 2011 à mai 2014. Lors des élections générales de 2014, il a été élu au parlement. Il est nommé, en juillet 2016, le ministre fantôme de l'Alliance démocratique pour la police. En décembre 2020, il remplace Phumzile van Damme, comme ministre fantôme de la communication et de la technologie à la demande de John Steenhuisen, leader de l'opposition.

## Vie personnelle et éducation

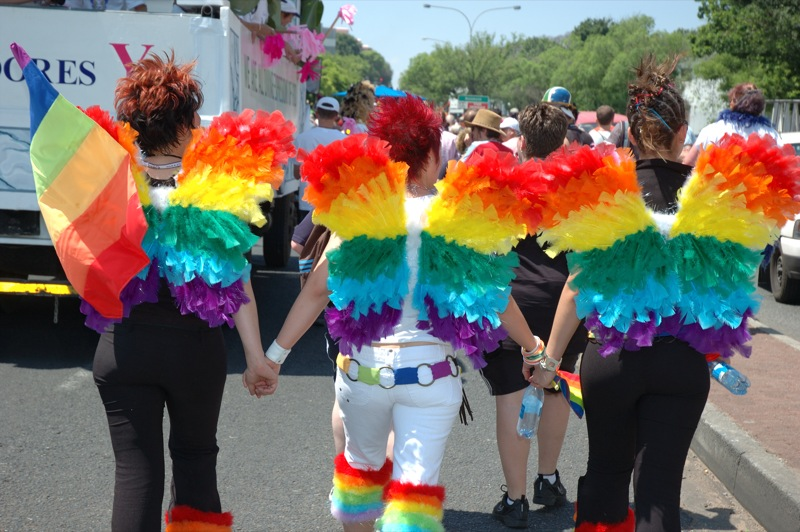
Joburg Pride 2006

Mbhele est ouvertement gay, ce qui fait de lui le premier député noir à avoir fait connaître son homosexualité,,. Alors qu'il étudiait à l'Université de Witwatersrand, il a dirigé ACTIVATE, le groupe LGBT du campus de l'université. Il a ensuite siégé au conseil d'administration de la plus ancienne des Marches des fiertés en Afrique du Sud (en) : la Joburg Pride. Il a été cité par le Mail & Guardian comme l'un des « 200 meilleurs jeunes Sud-Africains » pour son travail auprès de la société civile en 2010.